# Pesantren

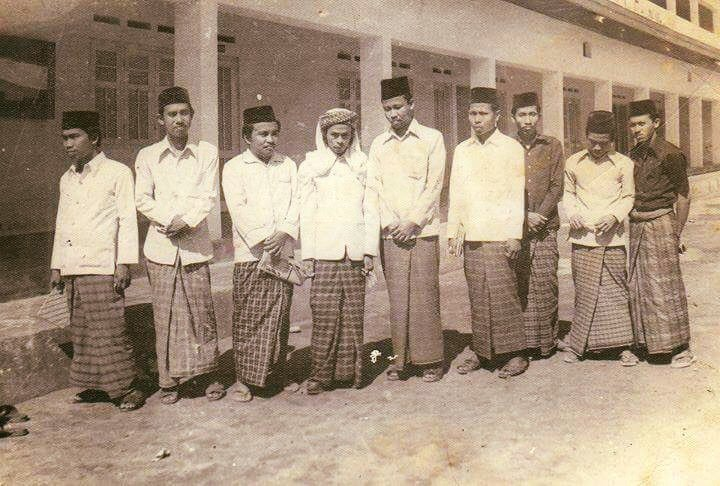
Kyai (islamischer Gelehrter) und Santri (Schüler) stehen vor Pesantren

Pesantren (auf javanisch und sundanesisch Pasantrén, indonesisch Pondok Pesantren) sind islamische Internate in Indonesien, die den Medressen im arabischen Raum ähnlich sind. Sie bestehen aus einer Schule, Moscheen und Wohn- oder Schlafhäusern.

## Hintergrund
Pesantren zielen darauf ab, die islamische Lernfächer zu vertiefen, insbesondere durch das Studium des Korans, des Arabischen, der exegetischen Traditionen, der Sprüche des Propheten (Hadith), der Scharia und der Logik. Als soziale Institutionen haben Pesantren im Laufe der Jahrhunderte eine wichtige Rolle gespielt. Sie betonen die Kernwerte der Aufrichtigkeit, Einfachheit, individuellen Autonomie, Solidarität und Selbstbeherrschung. Junge Männer und Frauen werden von ihren Familien getrennt, was zu einem Gefühl des individuellen Engagements für den Glauben beitragen kann und eine engere Bindung an einen Lehrer sowie eine leichtere Führung durch den Lehrer ermöglicht.
Die Moderne wird in den Schulen als „potenziell gefährlich im Hinblick auf die häufig damit einhergehende Moral“ angesehen. Die Entwicklungen der Renaissance, der Aufklärung und der Industrialisierung, die zum Teil aus der niederländischen Kolonialzeit stammen, müssen demnach von „problematischer“ Moral „gereinigt“ und danach „erneuert“ in die islamische Ethik integriert werden.